# Le Robot Caliban
Le Robot Caliban (titre original : Isaac Asimov's Caliban) est un roman de science-fiction écrit par Roger MacBride Allen et publié en 1993, qui se déroule dans l'univers d'Isaac Asimov.

## Résumé
Sur la planète Inferno, les Colons et les Spatiaux vivent en conflit permanent : la place des robots au sein de la société déchire l'humanité en deux. Les trois lois de la robotique régissent pourtant le comportement de l'ensemble des robots.
Un matin, Fredda Leving, célèbre roboticienne, est retrouvée assommée dans son laboratoire. Alva Kresh, policier passionné de conduite, mène l'enquête pour déterminer qui a pu s'en prendre à une personne aussi respectée.
Il découvre vite des indices troublants : les traces de pas d'un robot, de la peinture, une omerta parmi les autres robots. Comment est-ce possible ? Les robots sont-ils devenus fous et vont-ils attaquer la société humaine ?

## La trilogie de Caliban
- Le Robot Caliban
- Inferno
- Utopia